# Кузнецов, Юрий Владимирович (Герой Социалистического Труда)
Юрий Владимирович Кузнецов (19 августа 1931 год, Огарёвка, Щёкинский район, Московская область — 11 апреля 2002 года, Москва) — советский организатор производства, генеральный директор Прикаспийского горно-металлургического комбината, Герой Социалистического Труда (1984). Лауреат Государственной премии СССР (1989). Заслуженный рационализатор РСФСР (1966).

## Биография
Родился 19 августа 1931 года в рабочей семье в посёлке Огарёвка Московской области. После окончания средней школы поступил на физико—технический факультет Уральского политехнического института, который окончил в 1955 году по специальности «инженер-механик». Работал на различных предприятиях Министерства среднего машиностроения СССР.
С 1957 года на Чепецком механическом заводе (п/я 38) в городе Чепецк, Удмуртская АССР. В 1959 году вступил в КПСС. На этом предприятии прошёл путь от мастера до начальника цеха. Внёс несколько рационализаторских предложений, в результате чего на предприятии увеличилась производительность труда. В 1966 году за свою трудовую деятельность был награждён Орденом Ленина и в этом же году был удостоен звания «Заслуженный рационализатор РСФСР».
В октябре 1973 года был переведён в город Шевченко, работал директором завода, и. о. главного инженера, директором Прикаспийского горно-металлургического комбината по переработке урановой руды. С 1990 до марта 1995 генеральный директор ПО «Прикаспийский горно-металлургический комбинат».
С 1996 года советник генерального директора Московского завода полиметаллов. В 1999 году присвоено почётное звание «Ветеран атомной энергетики и промышленности».
В 1990—1991 годах — член ЦК КПСС.
Скончался 11 апреля 2002 года в Москве. Похоронен на Щербинском кладбище в Москве.

## Награды
- Герой Социалистического Труда — указом Президиума Верховного Совета СССР от 14 сентября 1984 года
- Орден Ленина — дважды (1966, 1984)
- Орден Октябрьской Революции (1981)
- Государственная премия СССР (1989).